# Escuraflascons
Un escuraflascons és una de les tres espècies vives d'un gènere (Phalaropus) d'ocells esvelts i lligades al medi marí de la família dels escolopàcids (Scolopacidae). Resulta notable tant pel comportament de cria com per la seva tècnica per aconseguir l'aliment.

## Descripció
Fan entre 15 i 25 cm de llargària, segons l'espècie. Tenen els peus palmats i un bec recte i fi. En hivern tenen un plomatge predominantment gris i blanc, que dificulta la identificació de les diferents espècies. En estiu presenten diferents dibuixos en rogenc o castany. Les femelles són més grosses i de colors més vius que els mascles.

## Alimentació
Quan s'alimenta, sovint neda en un cercle petit i ràpid, formant un petit remolí. Aquest comportament es pensa que ajuda a alimentar-se aixecant aliments del fons de l'aigua poc profunda. L'ocell llavors arriba al centre del vòrtex amb el bec, picant petits insectes o crustacis atrapats en la superfície. Els escuraflascons utilitzen la tensió superficial de l'aigua per capturar partícules alimentàries i fer que es moguin al llarg dels becs i a la boca en el que s'ha anomenat trinquet capil·lar.

## Dimorfisme sexual i reproducció
En les tres espècies d'escuraflascons, el dimorfisme sexual i les contribucions a la criança s'inverteixen del que normalment es veu en els ocells. Les femelles són més grosses i de color més brillant que els mascles. Les femelles persegueixen i lluiten contra els mascles, després els defensen d'altres femelles fins que el mascle comença la incubació de la posta. Els mascles tenen cura de tota la incubació i dels pollets, mentre que la femella intenta trobar un altre mascle amb el qual aparellar-se. Si un mascle perd la posta per depredació, sovint torna a unir-se a la companya original o a una nova femella, que després farà una altra posta. Quan la temporada de cria ja està molt avançada, les femelles comencen la migració cap al sud, deixant als mascles incubar els ous i cuidar els joves. Els escuraflascons són poc comuns entre els ocells i els vertebrats en general, ja que practiquen la poliàndria, amb una femella prenent múltiples parelles masculines, mentre que els mascles s'aparellen amb una sola femella. Específicament, els escuraflascons participen en la poliandria múltiple donat que les femelles s'aparellen amb altres mascles en diferents moments de la temporada de reproducció.

## Taxonomia
El gènere Phalaropus va ser introduït pel zoòleg francès Mathurin Jacques Brisson el 1760 amb l'escuraflascons becgròs (Phalaropus fulicarius) com a espècie tipus. El del gènere prové del francés i del llatí científic Phalaropus que a la vegada provenen del grec antic «phalaris», "fotja", i «pous», "peu". Les fotjes i els escuraflascons tenen dits lobulats.
El gènere Phalaropus inclou tres espècies:
- Escuraflascons becgròs (Phalaropus fulicarius).
- Escuraflascons becfí (Phalaropus lobatus).
- Escuraflascons de Wilson (Phalaropus tricolor).